# Saxifraga bronchialis
Espèce
Classification APG III (2009)
La saxifrage épineuse (Saxifraga bronchialis L.) est une espèce de plante herbacée du genre Saxifraga et de la famille des Saxifragacées.

## Description

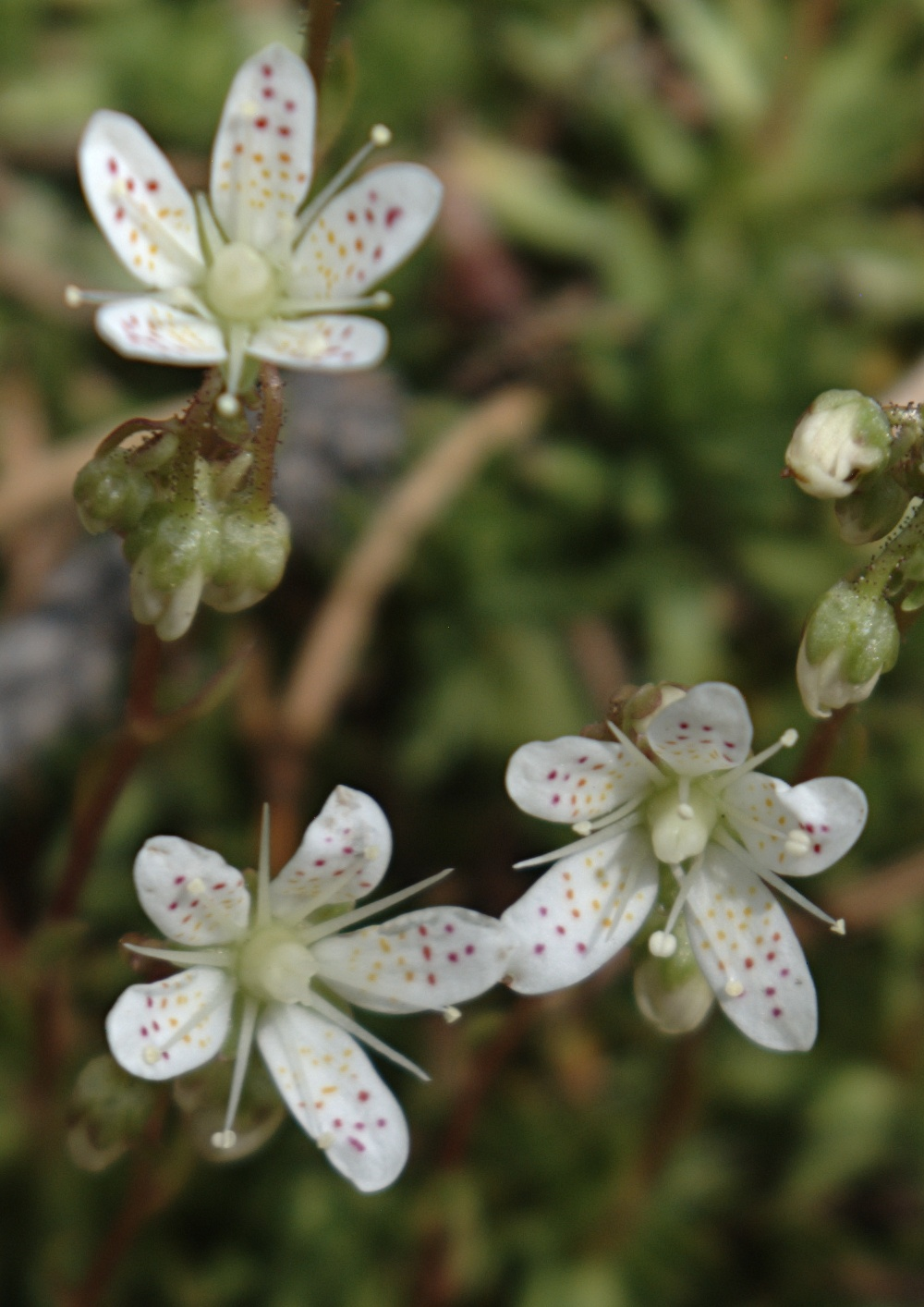
Détail des fleurs

Plante vivace mesurant de 10 à 20 cm. La tige est rouge et filiforme. Les feuilles sont nombreuses, épineuses, vert foncé et basales. Les fleurs sont blanches et comportent cinq pétales. Chacun des pétales est marqué d'un motif de petits points rose et/ou jaunes. La floraison a lieu de juin au début août.

## Répartition
On la trouve à l'ouest du Canada et des États-Unis, plus particulièrement dans la chaîne des montagnes Rocheuses.

## Habitat
Endroits rocheux à toutes élévations.